# Агота Крістоф
Аго́та Крі́стоф (фр. Agota Kristof, угор. Kristóf Ágota; 30 жовтня 1935, Чикванд (зараз — в медьє Дьйор-Мошон-Шопрон), Угорщина — 27 липня 2011, Невшатель
, Швейцарія) — швейцарська письменниця угорського походження, що писала свої твори французькою мовою.

## Біографія
Народилася в угорському селі Чікванд. У 1956 році, після придушення антикомуністичного повстання, переїхала до Швейцарії, де жила в місті Невшатель. До 1961 року працювала на фабриці простою робітницею. Померла в своєму будинку в ніч на середу 27 липня 2011 року у віці 75 років.

## Творчість
Автор ряду п'єс і постановок для радіо. Агота Крістоф досконало володіла французькою, що дозволяло їй з успіхом писати нерідною для неї мовою. Почала вчити мову в досить зрілому віці, в 1956 році, після свого переїзду до Швейцарії.
У 1986 році критики із захопленням прийняли перший роман Аготи — стилізоване під щоденник постніцшеанський твір «Товстий зошит», що вийшов у видавництві Edition du Seuil. У творі описується життя двох братів під час Другої світової війни, які вирішили стати надлюдьми. Книга була із захватом прийнята критиками і удостоєна престижної премії «Почесна стрічка франкофонії». У 1997 роман був перекладений російською і опублікований в журналі «Иностранная литература» в тому ж році. Історія, яку було розказано в цьому творі, продовжилася в її романах «Доведення» (1987) і «Третя брехня» (1991, премія «Лівр ентер» 1992 року); всі три романи складають «Трилогію близнюків» (фр. La trilogie des jumeaux), трилогія перекладена 33 мовами. Фільм «Третя брехня» за трилогією зняв Томас Вінтерберг (2000).
Фільм за романом «Товстий зошит» зняв Янош Сас (2013).
Після трилогії Агота Крістоф намагалася знайти нові теми для своїх творів. У 1995 році виходить наступний її роман: «Вчора». Книга була сприйнята критиками доброзичливо, але не користувалася особливою популярністю у читачів.
Останні кілька років життя Крістоф не займалася літературою, її останньою книгою був збірник коротких оповідань «Все одно» (фр. C’est égal), опублікований у 2005 році в тому ж видавництві, що і «Товстий зошит».

## Переклади українською
- Агота Крістоф. Грубий зошит. Доказ. Третя брехня: трилогія. — Харків: Фоліо, 2013. — 383 c. ISBN 978-966-03-6113-3

## Визнання
В останнє десятиліття її життя заслуги Аготи Крістоф були відзначені багатьма престижними літературними преміями, зокрема, премією Готфріда Келлера в
2001 році і премією Фрідріха Шиллера в 2005 році. Австрійська державна премія з європейської літератури (2008). Премія імені Кошута (2011).